# Ciudad Universitaria (métro de Madrid)
Ciudad Universitaria est une station de la ligne 6 du métro de Madrid, en Espagne.

## Situation sur le réseau
La station de métro se situe entre Moncloa et Vicente Aleixandre.

## Histoire
La station est inaugurée le 13 janvier 1987 quand est mise en service une nouvelle section de la ligne 6 entre elle-même et Cuatro Caminos.

## Services aux voyageurs

### Intermodalité
La station est en correspondance avec les lignes d'autobus no 82, 132, G, U et N20 du réseau EMT ainsi que les autobus interurbains 865.